# Молочай болотяний
Молочай болотяний (Euphorbia palustris) — вид трав'янистих рослин з родини молочайних (Euphorbiaceae), поширений у Європі й на схід до пн.-зх. Китаю.

## Опис
Багаторічна рослина 50–150 см завдовжки. Рослина цілком гола, висока. Стебла прямостійні, дудчасті, при основі до 15 мм в діаметрі, розгалужені, з численними неплодучими гілочками. Стеблові листки в основному еліптичні, 2–11 см завдовжки, на неплодучих гілочках лінійно-ланцетні, до основи звужені в коротенький черешок, гострі або тупі, по краю лише на верхівці зазвичай дрібно-пилчасті. Основних променів суцвіть 5–8.

## Поширення
Поширений у Європі й на схід до північно-західного Китаю. Населяє береги річок, озера, прибережні болота і болота.
В Україні зростає на заплавних луках, болотах, тальвегах степових балок — на всій території крім високогір'я Карпат і Криму, досить звичайний, але частіше трапляється на Лівобережжі.

## Галерея

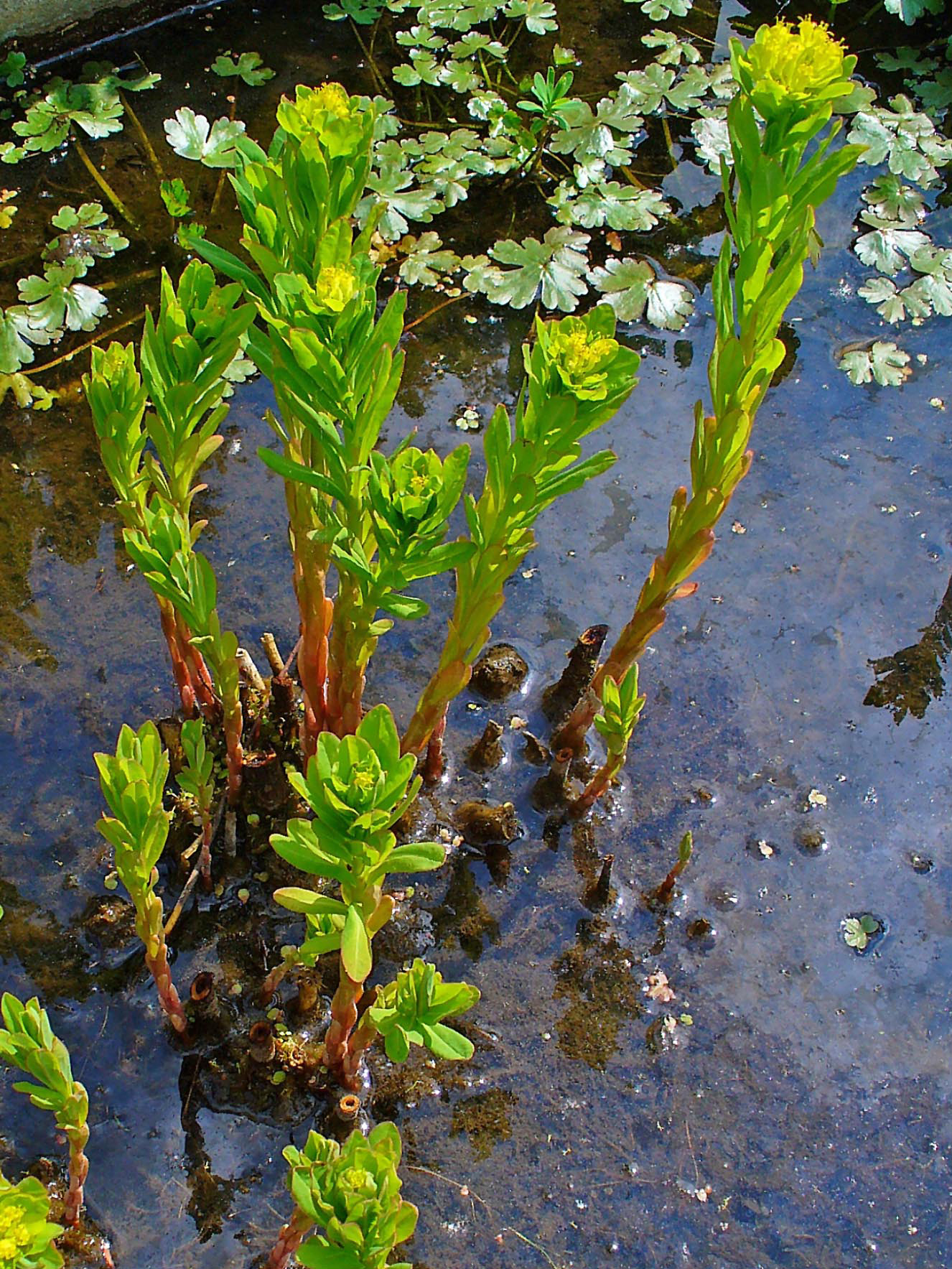
рослина
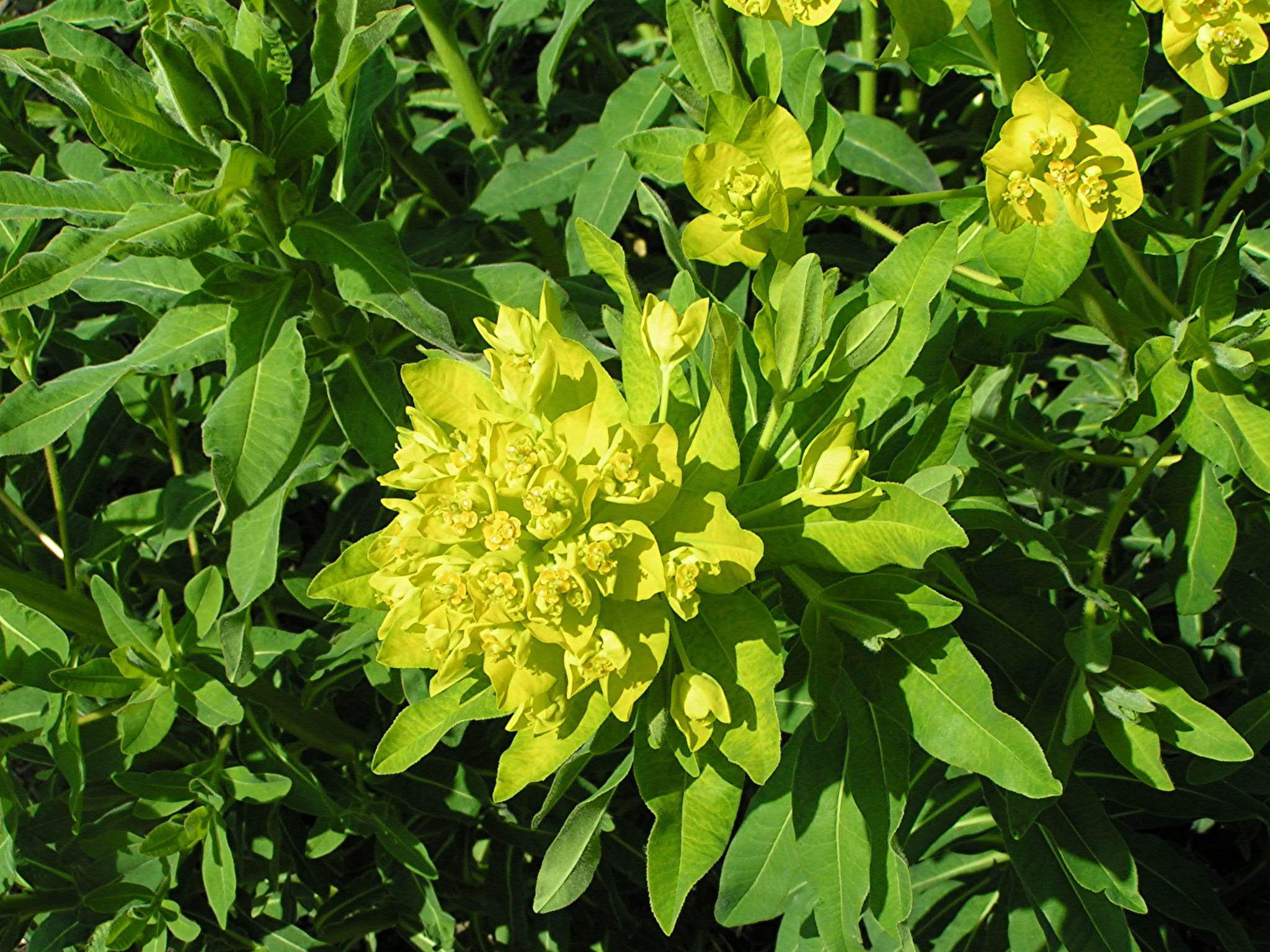
суцвіття
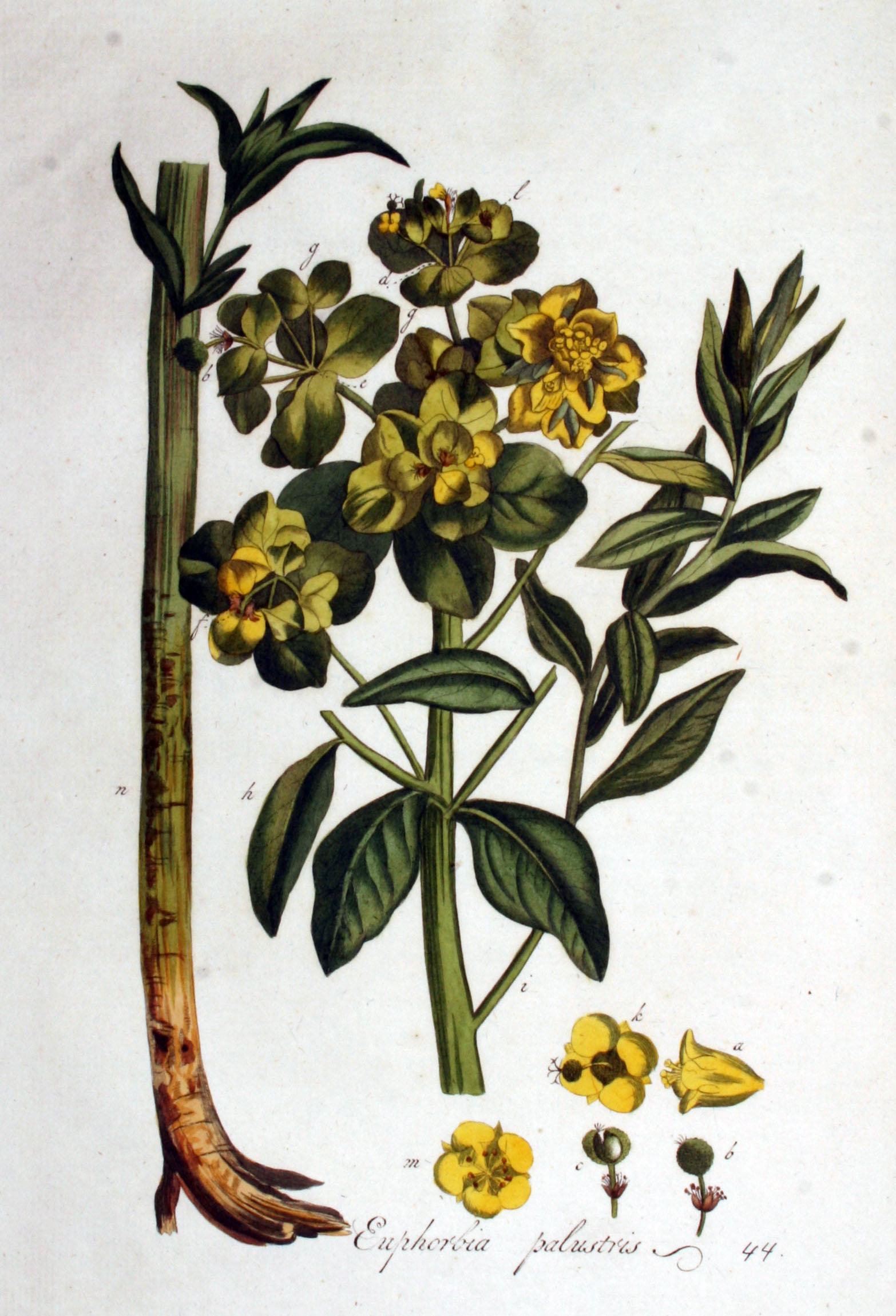
ілюстрація